# خليج جنوة

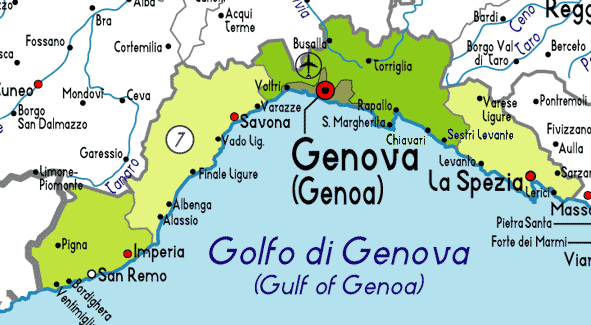
خليج جنوة

خليج جنوة (بالإنجليزية: Gulf of Genoa، بالإيطالية: Golfo di Genova) أحد خلجان التي تطل على جمهورية إيطاليا. يمثل خليج جنوة الجزء الشمالي من البحر الليغوري. عرض الخليج حوالي 125 كيلومترا من مدينة إمبيريا في الغرب إلى مدينة لا سبيتسيا في الشرق. أكبر مدينة على ساحل جنوة، التي تملك ميناء هام.

## وصلات خارجية
- موقع خليج خنوة على الخريطة